# Cups Nkanuka
Ephraim Cups Nkanuka (* 9. Januar 1931 in Kensington, Kapstadt; † August 2012) war ein südafrikanischer Jazzmusiker (Tenorsaxophon, auch Piano, Komposition). Er war einer der Pioniere des Jazz am Westkap und galt in Kapstadt als „Godfather of jazz“.
Nkanuka, der mit seiner Schwester von seinem Großvater „Cups and Saucers“ gerufen wurde, begann als Jazzsänger. Seine Instrumentalausbildung erhielt er durch Christopher Columbus Ngcukana. Seit den späten 1950er Jahren gehörte er zu den Musikern, die regelmäßig in der Ambassadors School of Dancing im Kapstädter Stadtteil Woodstock eine Jam-Session abhielten; weitere Musiker dort waren Ngcukana, Chris McGregor, Dave Galloway, Makaya Ntshoko oder Martin Mgijima. Er gehörte dann zur ersten Band von McGregor. Mit Pianist Temba Matole gründete er die Jazz Ambassadors, die 1962 am Cold Castle National Jazz Festival teilnahmen; er wurde dort als bester Tenorsaxophonist Südafrikas ausgezeichnet. Auch trainierte er jüngere Musiker wie Winston Mankunku.
Da das Apartheid-Regime die Auftrittsmöglichkeiten verschlechterte, gab er Mitte der 1960er Jahre seine musikalische Karriere auf und ernährte seine Familie als Angestellter. Erst in den 1990er Jahren begann er wieder zu spielen, zunächst auf dem Piano. Seit 2002 trat er wieder öffentlich auf. Zur von Duke Ngcukana initiierten Cups Nkanuka Big Band, mit der er unter anderem auf dem Cape Town International Jazz Festival auftrat, gehörten Musiker wie Ezra Ngcukana, John Ntshibilikwana, Stoto Zibi, Cliffie Moses, Winston Mankunku, Shamba Lerole, Basil Moses, Gxabeka oder Roger Khoza.